# Ekstrem havbølge
Ekstreme havbølger eller monsterhavbølger er relativt store og spontane havoverfladebølger, som kan sænke op til middelstore skibe. De blev før nytårsnat 1995 anset for at være en myte, men er i dag et almindeligt anerkendt fænomen. ESA satellitter,
 
Project MaxWave,
 
og GKSS Research Centre har bekræftet, at disse op til 30 meter høje bølger eksisterer.
De kan have været årsag til havgående skibes uforklarlige forsvinden. Der har været spekulationer om, at skoleskibet Københavns forlis skyldtes en sådan bølge.
En ekstrem havbølge er ikke det samme som en tsunami.

## Historie
Det er normalt for stormhavbølger at nå 7 meters højde; under ekstreme betingelser kan sådanne havbølger nå 15 meters højde. Igennem århundreder har maritim folklore fortalt om eksistensen af massive havbølger på op til 30 meters højde, som kunne dukke op i havet uden varsel, mod havstrømmen og med en anden bølgeretning og ofte i klart vejr.
Den første videnskabeligt anerkendte ekstreme havbølge blev målt på den norske boreplatform Draupner-E nytårsnat 1995. Her blev almindelige stormhavbølger målt til at være 12 meter, men med en enkelt undtagelse på 26 meter.
Som et eksempel blandt mange fik to skibe (Caledonian Star og Bremen) ødelagt deres kommandobroer i Sydatlanten af en 30 meter høj ekstrem bølge marts 2001.

En anden hændelse skete, da krydstogtsskibet Norwegian Dawn blev ramt af en ekstrem bølge kl.6-6.30 den 15. april 2005.

Ekstreme havbølger siges at bestå af en næsten lodret væg af vand med en dyb forløber, som virker som et havhul for skibet.
 
Et skibsskrog, som møder en ekstrem havbølge af en sådan styrke, antages ikke at kunne klare det – skroget er ikke bygget til det, og skibet vil normalt synke på sekunder efter et møde med en ekstrem havbølge.
Videnskaben har gennem længere tid afvist eksistensen af ekstreme havbølger, fordi den daværende lineære teori statistisk kun sandsynliggjorde havbølger på mere end 15 meters højde én gang hver 10.000 år.

 
Det viser sig, at høje bølger (f.eks. mere end 27 meter) sandsynligvis er ret almindelige i forbindelse med orkaner.

Satellitbilleder har i de senere år videnskabeligt bekræftet, at havbølger med 30 meters højde er mere almindelige, end statistikken for den lineære teori forudsiger. Faktisk forekommer de ekstreme havbølger mange gange hvert år.
 
Dette har forårsaget en revision af årsagen til de ekstreme havbølgers eksistens.
En ekstrem havbølge er kun et lokalt fænomen, som kun optræder langt ude på dybt hav.